# Cayos Cinco Balas
Cayos Cinco Balas es un grupo de islas en el mar Caribe dentro del archipiélago más grande de Los Jardines de la Reina, en el país antillano de Cuba. Poseen una superficie de 13,5 kilómetros cuadrados y se localizan en las coordenadas geográficas 21°05′59″N 79°20′01″O / 21.09972, -79.33361 al norte de Cayo Grande y el canal de Boca Grande, al suroeste de Cayo Rabihorcado y al este de Cayo Bretón y el canal de Bretón. Administrativamente dependen de la provincia de Ciego de Ávila.